# Бруклін Бекхем
Бруклін Джозеф Пельц Бекхем (англ. Brooklyn Joseph Peltz Beckham; нар. 4 березня 1999) — медійна особистість, первісток футболіста Девіда Бекхема та дизайнерки й учасниці «Spice Girls» Вікторії Бекхем. Працював моделлю та цікавився фотографією.

## Ранні роки
Народився в Портлендській лікарні в Лондоні в сім'ї Девіда Бекхема та Вікторії Адамс (пізніше Бекхем). Повідомлялося, що первістка назвали Бруклін, тому що Вікторія дізналася про свою вагітність у Брукліні, Нью-Йорк. Однак, згідно з автобіографією Вікторії Бекхем «Вчимося літати» 2001 року, їй і її чоловікові просто сподобалося це ім'я. Мама згадувала, що лише після вибору імені вони «зрозуміли, наскільки воно пасувало, тому що саме в Нью-Йорку вона дізналася про свою вагітність і туди Девід приїхав після чемпіонату світу».
Дитинство провів у Мадриді та Лос-Анджелесі, тоді батько грав за «Реал Мадрид» і «Лос-Анджелес Гелаксі». Має трьох молодших суродженців: брати Ромео Джеймс, Круз Девід і сестра Гарпер Севен. У грудні 2004 року Бруклін і Ромео разом охрестилися в приватній каплиці на території особняка їхніх батьків у Гартфордширі. Хрещеними батьками стали Елтон Джон, Девід Ферніш й Елізабет Герлі.
У 15 років влаштувався до кав'ярні в Західному Лондоні, де працював у вихідні. Грав в Академії ФК «Арсенал», але 2015 року залишив клуб, не отримавши стипендії.

## Кар'єра

### Модель
2014 року почала професійну кар'єру моделі і з'являлася в редакційних статтях та на обкладинках «Vogue China», «Miss Vogue», «Interview», «L'Uomo Vogue», T: The New York Times Style Magazine і «Dazed Korea». Його фотографували Брюс Вебер, Террі Річардсон, Деніел Джексон й Аласдер Маклеллан.
Був амбасадором бренду Huawei та його смартфонів Honor 8 разом зі Скарлетт Йоганссон, Карлі Клосс і Генрі Кавіллом.

### Фотографія
2016 року знімав рекламну кампанію для Burberry BRIT, за участю моделей Бена Ріса, Карвела Кондуа, Елізи Томас, Лів Мейсон Пірсон і Медді Демейн. Наймання Бекхема для кампанії було зустрінуте критикою кількох відомих фотографів. Кріс Флойд назвав рішення Burberry найняти Бекхема «девальвацією фотографії» та «чистим кумівством», а фешн-фотограф Джон Горріган назвав це прикладом «трішки несправедливості в багатьох сферах» індустрії.
2017 року оголосив, що здобуде ступінь з фотографії в Школі дизайну Парсонса в Новій школі у Нью-Йорку. Він не зміг закінчити перший курс з чотирьох і згодом кинув навчання. Перша книга його фотографій «Що я бачу» вийшла друком у червні 2017 року. Критичні реакції були негативними. Кілька оприлюднених фотографій стали об'єктом глузувань у Twitter, а користувачі висміювали «жахливі фотографії та ще гірші підписи». Видавець книги Random House на захист заявив, що вона відображає інтереси його підліткової фанатської бази. 2019 року стажувався у британського фотографа Ранкіна.

### Кухар
2021 року стало відомо, що Бекхем мав спробувати себе як професійного кухаря. Його серія онлайн-відео «Cookin' With Brooklyn» викликала критику, коли з'ясувалося, що для створення кожного епізоду знадобилося 62 професіонали, а вартість кожного епізоду становила 100 000 доларів. Критики також відзначили, що Бекхем не має справжнього професійного досвіду чи освіти.

## Особисте життя
Зустрічався з американською актрисою Хлоєю Грейс Морец, французько-туніською моделлю-співачкою Сонею Бен Аммар, канадською моделлю Лексі Вуд, співачкою Медісон Бір, танцівницею Лексі Пантерра, Лотті Мосс (сестра моделі Кейт Мосс), моделлю Фібі Торранс, співачкою Рітою Орою й англійською моделлю Ганою Кросс. 2016 року був присутній на національному з'їзді Демократичної партії разом з Морец на підтримку Гілларі Клінтон. Після кількох розривів і примирень Морец підтвердила, що 2018 року вони з Бекхемом остаточно розійшлися.
Після підтвердження стосунків у січні 2020 року оголосив про заручини 11 липня 2020 року з американською акторкою Ніколою Пельц. Пара побралася 9 квітня 2022 року в Палм-Біч, штат Флорида, на єврейській церемонії (його прадід був євреєм, а батько Пельц — євреєм). Пара неодноразово розповідала про свою близьку дружбу з американською акторкою та співачкою Селеною Гомес.
На лівиці має татуювання івритом рядка з Пісень Соломонових: «Мій любий — мій, а я його».